# Выдыбор
Выдыбор (укр. Видибор) — село Черняховского района Житомирской области. В состав Выдыборського сельского Совета, кроме Выдыбора, входят села Аннополь, Свидя, Коростелевка. Выдыбор находится на расстоянии 22 км от районного центра и на расстоянии 42 км от областного центра. Село с районным и областным центром имеет автобусное сообщение.

## История сёл в составе Выдыборского сельского совета
К монголо-татарского нашествия на территории современного Выдыбора было поселение, которое называлось Межибор. Но его постигла участь многих населенных пунктов. Оно было полностью уничтожено монголами. Люди, которые остались, переселились на новое место, так как считали, что старое несчастно. Они основали новое поселение, названное Выдыбор, так как с этого места открывались красивые виды на сосновый лес (бор). А отсюда и название — Вид на бор.
Как свидетельствуют исторические документы сёла Выдыбор, Свидя, Коростелевка и Руденка (Аннополь) возникли примерно в XIV веке, в период второго расселения восточных славян. Это было возникновение новых поселений в ходе возрождения Руси от монголо-татарских разрушений. А название села Свидя происходит от названия травы свидина, которая в большом количестве росла в окрестностях села и использовалась в народной медицине.
Наименование Руденка (Аннополь) связано с извлечением железа из болотной руды.
В конце XVI века территория Украины попала под власть польской шляхты. Население подвергается тяжелым экономическим, национальному и религиозному гнету. Именно с таким феодальным гнетом связано первое упоминание о селе Выдыбор в письменных источниках:
В акте от 1618 говорится, что урядник Василий Моровицкий со своим отрядом вооруженных людей ограбил Выдыбор и Горбулев.
Другие документы, датированные 1636 годом, свидетельствуют о феодальной повинности сёл Свидя и Выдыбор. Село Выдыбор принадлежало помещику Якову Лемешу и у него «Барщина подданных: Летом три дня в неделю, весной пахать по два дня, три дня пахать перелог… Давать деньгами по полполтины денег литовских, по мерке овса, по две телеги сена, по две курицы, по два гуси, подводы за двадцать миль дважды в год…»
Жители села Выдыбор принимали активное участие в освободительной войне 1648—1654 гг. против польского господстве в армии Б. Хмельницкого. В XVIII и первой половине XIX века селами распоряжались разные помещики. В 1784 году в Выдыборе проживало 162 жителя и оно принадлежало земскому писарю Венекдикту Выгуре. Уже в 1831 году оно принадлежало помещику Станиславу Галецкому, которого за участие в польском восстании царское правительство лишило всех земельных владений. И село Выдыбор перешло в казну.
Село Коростелевка до 1831 года было населено польской шляхтой. Но после подавления восстания поляков в 1831 году решением царских властей жители деревни были выселены, а село заселено украинскими крестьянами. Село Коростелевка, как и Выдыбор, перешло в казну.
О размерах сёл свидетельствуют следующие данные: в 1784 году в Выдыборе проживало 162 жителя, в Руденко в 1794 году — 38 душ и было всего 5 домов. В 1864 году в Выдыборе было уже 372 души, в Свиде — 385, в Аннополе — 287, в Коростелевке — 170 жителей.
Проведённая реформа 1861 года в России открыла широкие возможности развития капитализма. Этот процесс затронул и развития этого края. Например, помещик Владислав Квасницкий с Свиде имел более 3 тысяч десятин земли. Дома его поместья: жилые, хлева, коровники — все было добротное. В хозяйстве широко использовались машины, жатки, сенокосилки, культиваторы, железные бороны, сеялки, плуги. Но это было привезено из Германии, Австро-Венгрии и других мест. Большие прибыли ему давал хмель, который в этих краях только начал распространяться. В Свиде был построен новый хмельник на проводах, четырёхэтажная хмелесушка. Кроме этого, помещик имел большой сад, который давал значительные прибыли, пруд — где выращивали ценные породы рыб. Он широко использовал наемный труд. Возле своего имения он сажает красивый парк с аллеями, цветами и т. п.
На территории Выдыбора, Свиди, Коростелевки и Аннополя возникают кожевенные заводы, масличные, магазины. В то время 80 % крестьянских семей были малоземельными, жили в пыльных домиках. Лапти, полотняная одежда — это была их норма жизни. На своих наделах они пользовались примитивными инвентарем: сохой, деревянной бороной, серпом, косой, цепом.
Хотя в 1831 году с. Выдыбор перешло в казну, жители села и дальше терпели жестокие притеснения и грабежи со стороны помещиков соседних сел.
Как свидетельствуют документы: 23 февраля 1854 крестьяне села Выдыбора написали жалобу на помещика Нейгофа, который беспощадно штрафовал крестьян (скот, случайно заходил на его поля).
При создании лесничества в 1860 году у крестьян села Выдыбор незаконно было забрано много угодий. В результате этого крестьяне потеряли десятки десятин пахотной земли, сенокосов. В ответ на это крестьяне написали жалобу, однако она была отклонена.
В 1848 году в селе была построена церковь Воздвижения Честного Креста Господня, которая простояла до 1961 года. В XVIII веке в Выдыборе была одна православная церковь, церковно-приходская школа, еврейская синагога. В последнем десятилетии XX века в селе была открыта новая церковь (священник Комареус Николай Николаевич).
В годы военной интервенции и гражданской войны 1918—1920 года власть в с. Выдыборе несколько раз менялась. И только в середине июня 1920 после изгнания белополяков в Выдыборе окончательно была установлена Советская власть.
В 1920 году в селе был создан комбед, председателем которого стал Червинский Арсентий Неофилович, 1898 г.р. Он же был избран председателем Потиевского комбеда.
В 1932 году в селе построено помещение семилетней школы. В селе Выдыборе размещалось усадьба объединённого совхоза «Дружба», который в последние годы был совхозом по выращиванию хмеля.
В 1929 году в Выдыборе был создан колхоз «Совместная работа». Колхозники на своих землях выращивали картофель, лен, хмель, озимая рожь, ячмень, овёс, гречку и другие культуры.
Село Выдыбор было оккупировано фашистскими войсками 15 июля 1941, а освобождено от врага 29 декабря 1943. Немецкие оккупанты выгнали на каторжные работы в Германию 170 человек, замучили и расстреляли 11 человек. Враги разрушили и сожгли 7 зданий колхоза.
В Великой Отечественной войне против фашистов принимали участие 477 жителей с. Выдыбора. Среди них 220 человек награждены боевыми орденами и медалями Советского Союза. Среди них орденом Красной звезды и орденом Славы III степени награждён Андрийчук Павел Иванович. Орденом Красной Звезды — 5 человек. На фронте погибли 191 человек.
В честь погибших односельчан в центре села воздвигнут обелиск, где на гранитных плитах выбиты фамилии всех погибших.
В селе работает средняя школа, где 28 учителей обучают более 400 учащихся, Дом культуры на 450 мест, две библиотеки с книжным фондом 12 тыс. экземпляров, ФАП, почтовое отделение, два сельмаг, две мастерские бытового обслуживания, детский сад.
Возле села Аннополь в урочище Чертова Лоза возвышаются древние могилы. Это были захоронения воинов, которые защищали этот край в глубокой древности. Где-то в 70-х годах XX века престарелые жители рассказывали, что одну могилу было раскопано и там было обнаружено множество костей. Её засыпали назад, чтобы не ворошить кости погибших. Но литература об этом ничего не говорит. Согласно легенде название села Аннополь происходит от того, что раньше оно называлось Руденка. Здесь люди добывали железную руду и выплавляли железо. Затем село называлось Будище, и принадлежало помещику Артамонову. А в начале XX века перешло в наследство его дочери Анне, которая решила, что всё, что было в селе, должно называть её именем: и леса, и поля, и село. Она приказала своим лакеям перенимать каждого, кто проходил или проезжал через её деревню, и спрашивать: Чьё это поле, или лес. Кто отвечал «Будищанская», того тут же наказывали розгами и приговаривали «Анны поле, Андрейнны поле». Отсюда и пошло название села — Аннополь.
В 80-х годах совхоз «Дружба» имел 3850 га земельных угодий, в том числе 3240 га пашни, 17 га пастбищ, 458 лугов. Направление хозяйства хмели-льонарсько-картофельный, а в животноводстве — молочно-мясное.
Из зерновых культур выращивают преимущественно озимая рожь и озимую пшеницу. Среди яровых: ячмень, овес, просо, гречиху, горох, кукурузу. Большое место занимает картофель. Из технических культур выращивают хмель, лен-долгунец, сахарная свекла.
Средняя урожайность зерновых в 1982 году 15,1 ц / га (произведено зерновых 2465,8 т), хмеля 13,4 ц / га (произведено хмеля 96,4 т).
На вооружении совхоза была десятки тракторов, более 15 комбайнов, такое же количество автомашин, построены десятки животноводческих помещений.
За послевоенный период в селе построено 189 жилых домов, села электрифицированы, радиофицированные. Население только села Выдыбора ежегодно подписывали до полутора тысяч экземпляров газет и журналов.
С Выдыборской СШ в 1966 году вышло и работало 33 учителя, 7 агрономов, 8 инженеров, 16 медработников. В селе работали 12 человек с высшим образованием, 21 со средне-специальным. Это учителя, агрономы, медработники, ветпрацивникы, бухгалтеры, работники связи и т. д..
В Выдыборе на 1.01.1967 года население составляло 1287 человек. Это в основном украинцы, но проживают также поляки, русские и немцы. А до 1941 года проживали и евреи.
За самоотверженный труд в колхозно — совхозном производстве десятки выдыборцев награждены орденами и медалями Союза ССР.
На землях совхоза «Дружба» имеются месторождения торфа, гранита, песка и глины. В настоящее время в сёлах Выдыборського Совета созданы фермерские хозяйства и частные арендные предприятия.